# Tony Abbott
Anthony John "Tony" Abbott (4. studenoga 1957.), 32. vođa oporbe u Zastupničkom domu australskog parlamenta od 2009. do 2013. godine, predsjednik Liberalne stranke Australije koja se smatra strankom desnoga centra od 2009. do 2015. godine i predsjednik vlade od 2013. do 2015. godine. Poznat je po svojem snažnom društvenom konzervativizmu te podršci ustavnoj monarhiji u Australiji, odnosno zalaganju da britanska kraljica Elizabeta II. i dalje ostane na čelu države.